# Ethel Kennedy
Ethel Skakel Kennedy (Chicago, 11 de abril de 1928-10 de octubre de 2024) fue una socialité y activista por los derechos humanos estadounidense. Fue miembro de la famosa familia Kennedy al haber contraído matrimonio con Robert F. Kennedy. Luego del asesinato de su esposo, Ethel fundó la Fundación Robert F. Kennedy Human Rights, una organización benéfica sin fines de lucro que trabaja para alcanzar su objetivo de un mundo justo y pacífico.

## Biografía

### Primeros años
Ethel Skakel nació en Chicago de madre católica con ascendencia irlandesa, Ann Brannack, y de George Skakel, padre protestante y de ascendencia neerladensa. Fue criada en la religión católica en el pueblo de Greenwich, Connecticut. Su padre fue el fundador de la exitosa corporación Great Lakes Carbon Corporation (hoy una división de SGL Carbon), la cual está asociada con la industria del acero. Sus padres murieron en un accidente aéreo en 1955. Es la tercera de cuatro hijas y la sexta de siete hijos totales. Su sobrino es Ciarán Cuffe, un político irlandés que fue miembro del Parlamento Europeo.
Asistió a la Academia Greenwich para niñas y se graduó del Convento del Sagrado Corazón en el Bronx en 1945. En septiembre de 1945, Ethel comenzó su educación universitaria en el Manhattanville College, donde fue compañera de clase de su futura cuñada Jean Kennedy. Recibió una licenciatura de Manhattanville en 1949.
Robert F. y Ethel se conocieron en 1945, durante un viaje de esquí. Durante este viaje, Robert comenzó a salir con la hermana mayor de Ethel, Patricia, pero después de que esa relación terminó, comenzó a salir con Ethel. Ethel hizo campaña por el hermano mayor de Robert, John F. Kennedy, en su campaña de 1946 para el Congreso de los Estados Unidos en Boston, y escribió su tesis universitaria sobre su libro Why England Slept.
Robert y Ethel se comprometieron en febrero de 1950, y se casaron el 17 de junio de ese año. Durante 18 años de matrimonio tuvieron 11 hijos: Kathleen Hartington, Joseph Patrick, Robert Francis, David Anthony, Mary Courtney, Michael LeMoyne, Mary Kerry, Christopher George, Matthew Maxwell Taylor, Douglas Harriman y Rory Elizabeth Katherine (este último nacido después del asesinato de Robert), y vivieron desde 1956 en una finca en Hickory Hill, Virginia, compradas a John y su esposa Jacqueline Kennedy, por el trabajo que Robert F. Kennedy tenía en Washington D. C.
Kathleen se desempeñó como vicegobernadora de Maryland de 1995 a 2003. Joseph fue miembro de la Cámara de Representantes de los Estados Unidos por el 8.º distrito del Congreso de Massachusetts de 1987 a 1999, y Robert Jr. se postulará para presidente en las elecciones presidenciales de los Estados Unidos de 2024. Su nieto, Joseph Kennedy III, también sirvió en la Cámara de Representantes de los Estados Unidos, representando al 4.º distrito del Congreso de Massachusetts de 2013 a 2021. Dos de sus hijos, David y Michael, han muerto; David murió de una sobredosis de drogas en 1984, y Michael murió en un accidente en esquí en 1997.

## Vida pública

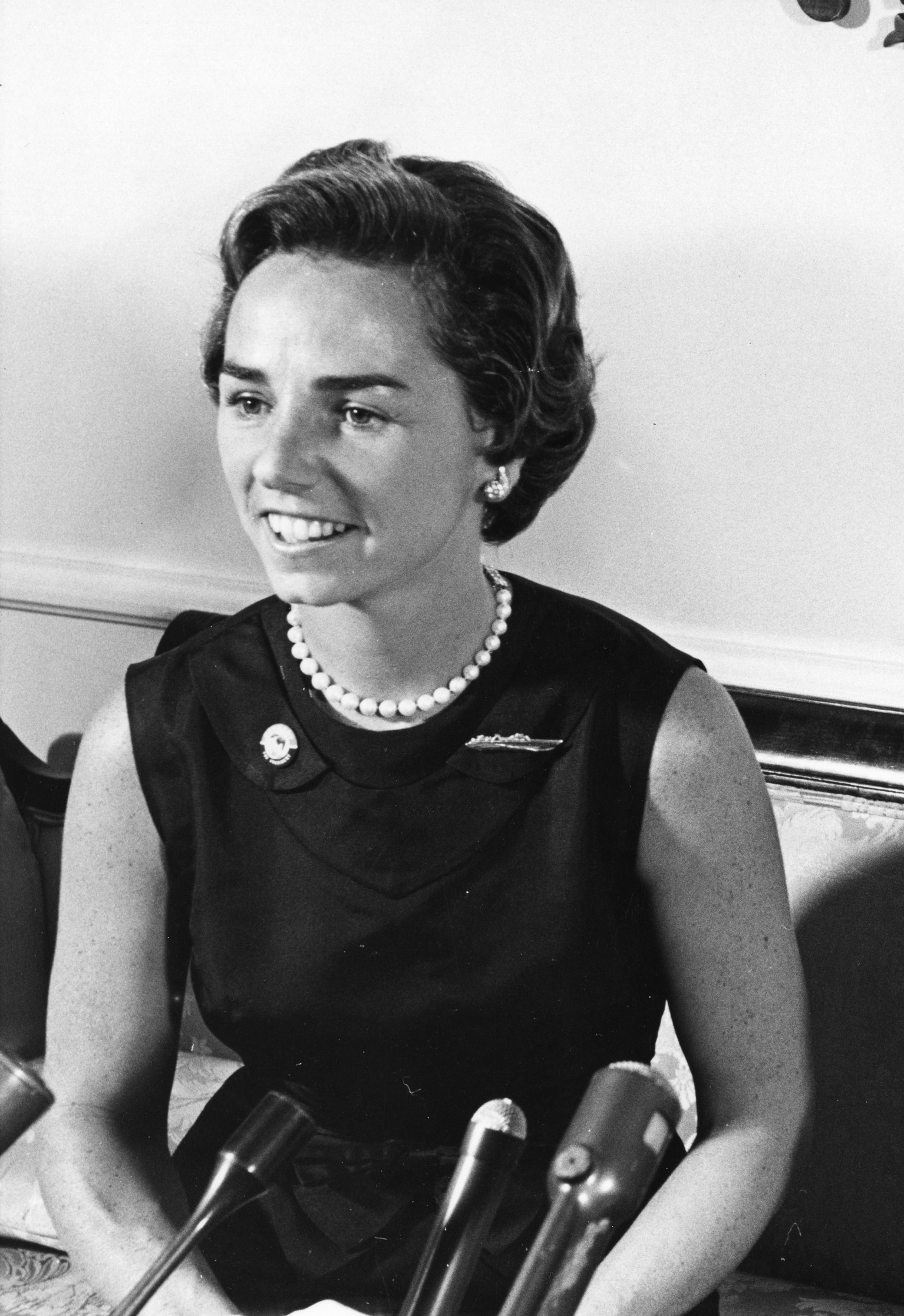
Ethel Kennedy en 1968

En 1960, el cuñado de Ethel, John F. Kennedy, ganó las elecciones presidenciales, momento en el que nombró a Robert para el cargo de fiscal general. En 1962, el presidente Kennedy asignó a Ethel y Robert a recorrer catorce países en un viaje de buena voluntad de 28 días. Aunque se dijo que el viaje fue informal, los países anfitriones la vieron a ella y a Robert como sustitutos del presidente y la primera dama.
El 22 de noviembre de 1963, Ethel se enteró del asesinato de su cuñado por su marido. Ella contestó el teléfono, identificó a la persona que llamó como el director del FBI, John Edgar Hoover, y le entregó el teléfono a Robert, quien luego le informó del tiroteo. El director del FBI nunca antes había llamado a la casa del Fiscal General. Según informes, Ethel estaba devastada por el asesinato y preocupada por sus sobrinos.
En 1964, Ethel apoyó a su esposo mientras él hacía campaña y ganó un escaño en el Senado de los Estados Unidos en representación de Nueva York. Durante la campaña, Robert fue acusado de no tener conexión con el área y Ethel le restó importancia a las críticas sugiriendo este eslogan: "No hay mucho que puedas hacer por Massachusetts".  Instó a su marido a participar en las primarias demócratas para las elecciones presidenciales de 1968. El biógrafo Evan Thomas la describió como la "defensora más consistente de una carrera hacia la Casa Blanca".

## El asesinato de Robert
El momento más dramático de su vida le tocó la noche del 5 de junio de 1968: Robert y Ethel aparecieron en un salón del Hotel Ambassador de Los Ángeles, donde el candidato a la presidencia dirigió su último discurso sobre su victoria lograda en las elecciones primarias de California, ante el público entusiasta. Poco después de su discurso, con el cual se despidió con una frase recordada: "Hasta Chicago a ganar y muchas gracias", la pareja pasó por la cocina, donde saludaba a los simpatizantes hasta que apareció por medio un joven cristiano palestino, Sirhan Bishara Sirhan, quien le sorprendió disparando a quemarropa a Robert F. Kennedy. Ethel estuvo al lado de su marido herido de muerte y pedía a todo el mundo que no se acercara, salvo que hubiera un médico por ahí. Luego ambos fueron trasladados en una ambulancia al Hospital El Buen Samaritano de Los Ángeles, donde moriría Robert F. Kennedy, 26 horas más tarde y dejando a su viuda muy devastada en pleno estado de gestación. Seis meses después de ese asesinato nació la hija póstuma del senador, Rory Elizabeth Katherine (undécima de sus hijos).
El presidente Lyndon B. Johnson declaró un día de luto nacional. Ethel envió a Johnson una nota escrita a mano el 19 de junio, agradeciéndole a él y a su esposa, la primera dama Lady Bird Johnson, por la ayuda que le habían brindado a ella y a la familia Kennedy. Tras el asesinato de su marido, Ethel declaró públicamente que nunca volvería a casarse. Durante un tiempo, fue escoltada a cenas, fiestas y al teatro por el cantante y amigo de la familia Andy Williams.
Ethel Kennedy fundó el Centro Robert F. Kennedy para la Justicia y los Derechos Humanos (ahora conocido como Robert F. Kennedy Human Rights) en 1968.

## Vida posterior

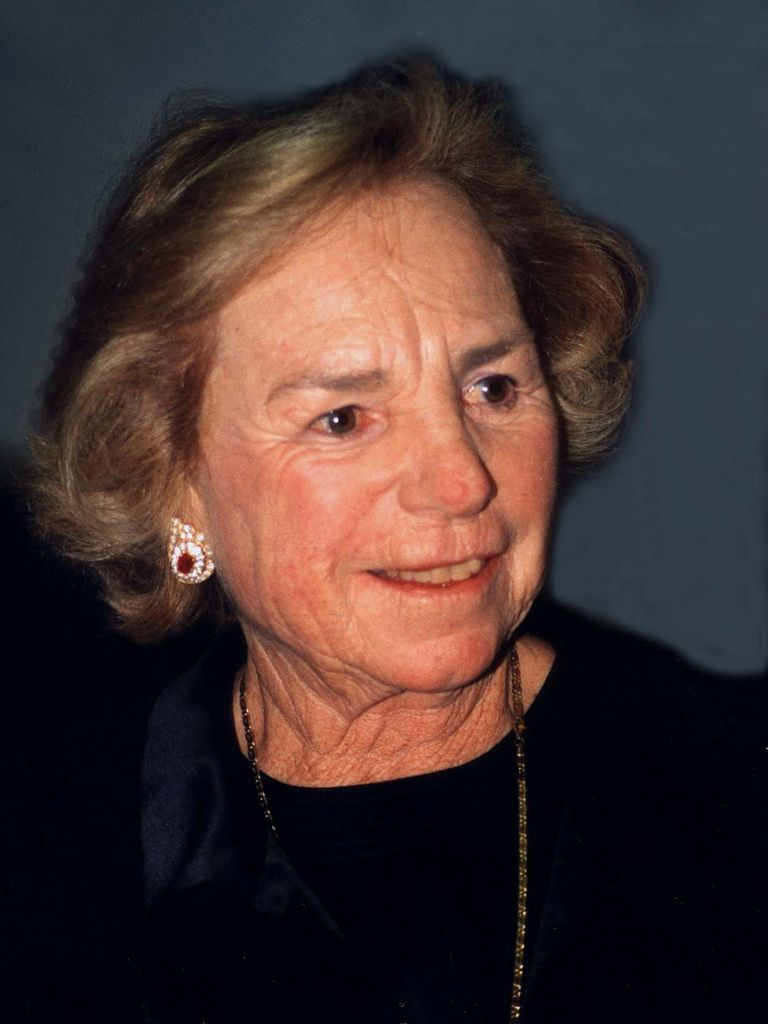
Ethel Kennedy en 2000

Ethel siguió viviendo en su residencia de Hickory Hill con sus hijos hasta diciembre de 2009. cuando decidió venderla por 8,25 millones de dólares para irse a vivir a Massachusetts. En 2008, apoyó públicamente a Barack Obama en las primarias del Partido Demócrata. En 2009, estuvo presente en los funerales de su cuñado y hermano menor de Robert, Edward M. Kennedy, quien murió el 25 de agosto de ese año. 
En 1981, el presidente Ronald Reagan honró a Kennedy con la medalla Robert F. Kennedy en el Jardín de Rosas de la Casa Blanca. En 2014, un puente sobre el río Anacostia en Washington D. C., fue rebautizado como Puente Ethel Kennedy en su honor, en reconocimiento a su defensa del ecologismo y las causas sociales en el Distrito de Columbia.
En 2012 se realizó y apareció en un documental sobre su vida, dirigido por su hija menor, Rory.
En 2014, el presidente Barack Obama le otorgó la Medalla Presidencial de la Libertad.